# サッカーアゼルバイジャン代表
サッカーアゼルバイジャン代表（サッカーアゼルバイジャンだいひょう、アゼルバイジャン語: Azərbaycan milli futbol komandası）は、アゼルバイジャンサッカー連盟協会（AFFA）によって構成される、アゼルバイジャンのサッカーのナショナルチームである。
アジアサッカー連盟（AFC）ではなく欧州サッカー連盟（UEFA）に加盟している。

## 概要

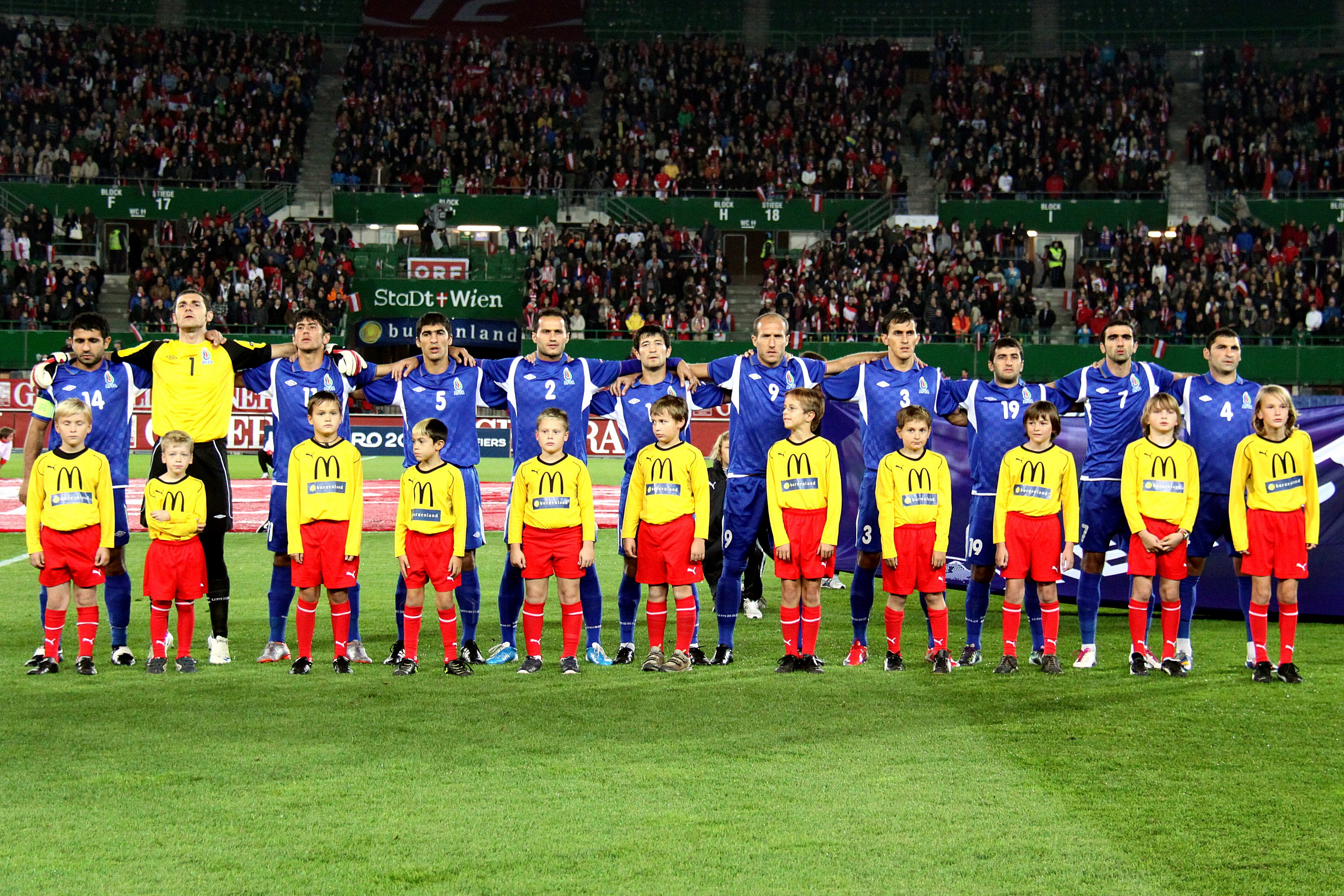
アゼルバイジャン代表 (2010年)

代表チームは1992年に創設された。1993年5月25日、グルジア（現呼称はジョージア）に3対1で勝利し初勝利を挙げた。1994年には国際サッカー連盟（FIFA）と欧州サッカー連盟（UEFA）に加盟した。ホームゲームの多くは、首都のバクーにある国内最大の3万人収容のトフィク・バフラモフ・スタジアムで行っている。その他のホームゲームはバクー・オリンピックスタジアムで行う。
UEFA EURO '96予選のホーム試合は、警備上の問題で全試合をトルコで行った。2004年、1970年メキシコW杯にブラジル代表キャプテンとして出場したカルロス・アウベルトが監督に就任したが、成績不振で解任された。2008年には元ドイツ代表のベルティ・フォクツが監督に就任した。2014年には元クロアチア代表のロベルト・プロシネチキが監督に就任した。

## 成績

### FIFAワールドカップ
1992年までソ連代表であったため、AFFA設立後のみ記述。
| 開催年 | 結果                         | 試       | 勝       | 分       | 負       | 得       | 失       |
| ------ | ---------------------------- | -------- | -------- | -------- | -------- | -------- | -------- |
| 1998   | 予選敗退                     | 予選敗退 | 予選敗退 | 予選敗退 | 予選敗退 | 予選敗退 | 予選敗退 |
| 2002   | 予選敗退                     | 予選敗退 | 予選敗退 | 予選敗退 | 予選敗退 | 予選敗退 | 予選敗退 |
| 2006   | 予選敗退                     | 予選敗退 | 予選敗退 | 予選敗退 | 予選敗退 | 予選敗退 | 予選敗退 |
| 2010   | 予選敗退                     | 予選敗退 | 予選敗退 | 予選敗退 | 予選敗退 | 予選敗退 | 予選敗退 |
| 2014   | 予選敗退                     | 予選敗退 | 予選敗退 | 予選敗退 | 予選敗退 | 予選敗退 | 予選敗退 |
| 2018   | 予選敗退                     | 予選敗退 | 予選敗退 | 予選敗退 | 予選敗退 | 予選敗退 | 予選敗退 |
| 2022   | 予選敗退                     | 予選敗退 | 予選敗退 | 予選敗退 | 予選敗退 | 予選敗退 | 予選敗退 |
| 通算   | 最高成績 : - 7大会中/0回出場 | 0        | 0        | 0        | 0        | 0        | 0        |

### UEFA欧州選手権
1992年までソ連代表であったため、AFFA設立後のみ記述。
| 開催年 | 結果                       | 試       | 勝       | 分       | 負       | 得       | 失       |
| ------ | -------------------------- | -------- | -------- | -------- | -------- | -------- | -------- |
| 1996   | 予選敗退                   | 予選敗退 | 予選敗退 | 予選敗退 | 予選敗退 | 予選敗退 | 予選敗退 |
| 2000   | 予選敗退                   | 予選敗退 | 予選敗退 | 予選敗退 | 予選敗退 | 予選敗退 | 予選敗退 |
| 2004   | 予選敗退                   | 予選敗退 | 予選敗退 | 予選敗退 | 予選敗退 | 予選敗退 | 予選敗退 |
| 2008   | 予選敗退                   | 予選敗退 | 予選敗退 | 予選敗退 | 予選敗退 | 予選敗退 | 予選敗退 |
| 2012   | 予選敗退                   | 予選敗退 | 予選敗退 | 予選敗退 | 予選敗退 | 予選敗退 | 予選敗退 |
| 2016   | 予選敗退                   | 予選敗退 | 予選敗退 | 予選敗退 | 予選敗退 | 予選敗退 | 予選敗退 |
| 2020   | 予選敗退                   | 予選敗退 | 予選敗退 | 予選敗退 | 予選敗退 | 予選敗退 | 予選敗退 |
| 2024   | 予選敗退                   | 予選敗退 | 予選敗退 | 予選敗退 | 予選敗退 | 予選敗退 | 予選敗退 |
| 合計   | 最高成績 : 8大会中/0回出場 | 0        | 0        | 0        | 0        | 0        | 0        |

## 歴代監督
- Alakbar Mammadov 1992-1993
- Kazbek Tuayev 1993-1994
- Agaselim Mirjavadov 1994-1995
- Kazbek Tuayev 1995-1997
- Vagif Sadygov 1997-1998
- Ahmad Alaskarov 1998-2000
- Igor Ponomaryov 2000-2001
- Vagif Sadygov 2002
- Askar Abdullayev 2003-2004

- カルロス・アウベルト 2004-2005
- Vagif Sadygov 2005
- Shahin Diniyev 2005-2007
- ジョコ・ハジェヴスキー 2007-2008
- ベルティ・フォクツ 2008-2014
- ロベルト・プロシネチキ 2015-2017
- グルバン・グルバノフ（英語版） 2018
- ニコラ・ユルチェヴィッチ 2019
- ジャンニ・デ・ビアージ 2020-

## 歴代選手
- ヴァギフ・ジャヴァドフ 2006-
- アラズ・アブドゥライェフ 2008-
- マクシム・メドベデフ 2009-